# Math rock
El math rock és un estil de rock experimental i indie rítmicament complex, basat sobretot en riffs de guitarres, que va aparèixer a finals dels anys 90, influenciat per grups de rock progressiu com King Crimson i Rush i per compositors minimalistes del segle xx com Steve Reich. Es caracteritza pel ritme de les estructures, complex i atípic (amb inicis i aturades irregulars), contrapunts, compassos senars, melodies angulars i acords sovint discordants. Té similituds amb el post-rock.

## Característiques
Mentre que la majoria de la música rock es basa en patrons de 4/4 (encara que accentuat o sincopat), el math rock en fa ús d'asimètrics (com ara 7/8, 11/8, 13/8; o temps que canvien contínuament en funció de diferents agrupacions de 2 i de 3. Aquesta complexitat rítmica (vista com "matemàtica" per molts oients i crítics) és el que dona nom al gènere.
El so té una dominància principal de les guitarres i bateries (com al rock tradicional) i, per la complexitat de ritmes, els bateristes d'aquesta grups acostumen a destacar més que en altres estils. És habitual que els guitarristes facin ús de tècniques com el tapping a l'hora de tocar, i de tant en tant incorporin pedals per fer bucles. Les guitarres sovint acostumen a tocar-se amb un so net, més habitualment que en altres gèneres del rock; tot i que alguns grups de math rock facin ús de la distorsió.
Les lletres no acostumen a ésser un element primordial; la veu es tracta com si fos un instrument més. Sovint les veus no són doblades, sinó que se situen a un volum baix (com l'estil de gravació de l'Steve Albini, per exemple). Molts dels grups més famosos d'aquest gènere són totalment instrumentals (com ara Don Caballero o Hella), tot i que a vegades han experimentat amb les veus en diferents graus.